# Lot Philippine Airlines 434
Lot Philippine Airlines 434 – planowy lot samolotu Boeing 747-283B linii Philippine Airlines z Ninoy Aquino International Airport w Pasay City (w pobliżu Manili) na Filipinach do New Tokyo International Airport (obecnie Narita International Airport) w Tokio w Japonii, z przystankiem w Mactan-Cebu International Airport w Cebu City na Filipinach, który 11 grudnia 1994 ucierpiał na skutek wybuchu bomby domowej produkcji podczas lotu, lecz mimo bardzo poważnych uszkodzeń zdołał bezpiecznie wylądować na lotnisku Naha Airport na wyspie Okinawa. Wybuch bomby spowodował śmierć jednego z pasażerów oraz rany u kolejnych dziesięciu. W wyniku zakrojonego na szeroką skalę śledztwa ujawniono, że zamachowcem był Ramzi Yousef odpowiedzialny również za zamach na World Trade Center w 1993 roku.

## Przebieg zdarzenia

Ramzi Yousef

Yousef dostał się na pokład pod fałszywym włoskim nazwiskiem Armaldo Forlani. W toalecie przygotował bombę z części przemyconych w obcasach butów (m.in. baterie, przewody i żarnik żarówki) oraz nitrogliceryny ukrytej pod postacią płynu do soczewek. Za mechanizm zegarowy posłużył przerobiony zegarek elektroniczny. Zapalnik został ustawiony na cztery godziny, kiedy samolot miał znajdować się nad oceanem podczas swojego drugiego odcinka lotu z Cebu City do Tokio.
Yousef umieścił bombę w kamizelce ratunkowej pod siedzeniem 26K, a następnie kolejny raz się przesiadł. W starszych typach tego samolotu, miejsce 26K znajduje się bezpośrednio nad głównym zbiornikiem paliwa, ale ten lot był obsługiwany przez inną maszynę i miejsce to znajdowało się dwa rzędy przed zbiornikiem. Yousef wraz z innymi pasażerami wysiadł na lotnisku w Cebu City, a samolot wypełnił się nowymi 256 pasażerami lecącymi już bezpośrednio do Tokio.
Po 38 minutach lotu, mechanizm zegarowy zadziałał i doszło do eksplozji, która zabiła 24-letniego pasażera z miejsca 26K oraz raniła 10 innych osób siedzących w pobliżu fatalnego miejsca. Wybuch spowodował zapadnięcie się podłogi w miejscu eksplozji oraz uszkodził przewody odpowiedzialne za sterowanie samolotem. Z powodu faktu, że miejsce 26K nie znajdowało się nad zbiornikiem, nie doszło do zapalenia się paliwa. Również poszycie samolotu nie zostało przerwane i nie doszło do dekompresji.
Bezpośrednio po eksplozji piloci zdecydowali się na lądowanie awaryjne na wyspie Okinawa. Pomimo sporych trudności ze sterami, samolot z 272 pasażerami i 20 osobową załogą na pokładzie wylądował bezpiecznie w godzinę po eksplozji.

## Śledztwo i aresztowanie
Po ataku Yousef powrócił do Manili aby przygotować się do kolejnych ataków, tym razem na amerykańskie samoloty. W tym czasie policja wpadła już na jego trop i aresztowała jednego z jego wspólników. Yousef wymknął się z obławy, ale miesiąc później został wydany przez innego wspólnika i aresztowany w Islamabadzie w Pakistanie. Osądzony w 1997 roku odsiaduje dożywocie w więzieniu we Florence w Kolorado w Stanach Zjednoczonych.